# Izaskun Moyua
Izaskun Moyua Pinillos (Oñate, 17 de diciembre de 1958) fue secretaria general y directora del Instituto Vasco de la Mujer, Emakunde y fue portavoz en las Juntas Generales de Álava.

## Biografía
Izaskun Moyua Pinillos nació en Oñate en 1958. Licenciada en Psicología por la Universidad Autónoma de Madrid (1975-1980) y en Ciencias de la Información por la UPV-EHU (1993-1998). Especialista en mainstreaming de género por la Universidad Jaume I de la Comunidad Valenciana. Es socia promotora del Centro Internacional de Innovación en Políticas de Igualdad.

## Trayectoria
Desde 1989 hasta 1991 fue miembro técnico de tratamiento directo dentro del área de minusvalías del Instituto Foral de Bienestar Social de la Diputación Foral de Álava. Hasta 1994 fue asesora y formadora del Instituto Vasco de Administración Pública del Gobierno Vasco. En 1995 pasa a ser miembro del equipo técnico de servicios sociales polivalentes del Instituto Foral de Bienestar Social de la Diputación Foral de Álava.
Fue nombrada Secretaria General del Instituto Vasco de la Mujer, Emakunde, en 1999 y directora de esta misma entidad en 2005. Ese mismo año, se aprobó la Ley para la igualdad de mujeres y hombres en la Comunidad Autónoma de Euskadi. Desde 2009 trabaja como Asesora del Departamento de Política Social y Servicios Sociales de la Diputación Foral de Álava. En 2015 fue nombrada portavoz del PNV en las Juntas Generales de Álava.